# Bufoténine
La bufoténine ou 5-hydroxy-N,N-diméthyltryptamine (5-HO-DMT) est un alcaloïde indolique. C'est un dérivé N,N-diméthylé de la sérotonine (5-hydroxytryptamine). On la trouve sur la peau de crapauds et de grenouilles, dans des champignons, des espèces végétales. 
À beaucoup plus faible dose c'est également une substance endogène de nombreux mammifères dont l'homme. Le taux urinaire de bufoténine est corrélé à certaines pathologies comme la  schizophrénie et l'autisme,.
Elle a été isolée en 1902 par deux physiologistes français, Césaire Phisalix et Gabriel Bertrand. Ils l'ont isolée de la glande parotide d'un crapaud, Bufo alvarius. La bufoténine et la psilocine sont très similaires, puisque l'unique différence entre ces deux molécules est la place du groupe hydroxyl autour de l'anneau indole. Elle possède elle aussi des propriétés hallucinogènes et connaît notamment un usage chamanique. C'est un agoniste des  récepteurs sérotoninergiques.